# Resiellas
Resiellas es una casería española de la parroquia de Novellana, perteneciente al municipio de Cudillero, en la comunidad autónoma de Asturias.

## Toponimia
El nombre del lugar puede encontrarse escrito con las grafías Resiellas y Reisiellas.

## Historia
Hacia mediados del siglo XIX, el lugar, una braña ya por entonces perteneciente a la parroquia de Novellana del municipio de Cudillero, tenía contabilizada una población de 150 habitantes. Aparece descrito en el decimotercer volumen del Diccionario geográfico-estadístico-histórico de España y sus posesiones de Ultramar de Pascual Madoz con las siguientes palabras:

REISIELLAS: braña en la prov. de Oviedo, ayunt. de Cudillero y felig. de Santiago de Novellana: sit. en una montaña denominada el Monte-agudo, al S. de Novella que principia á elevarse en Soto y sigue á la izq. del Esqueiro hasta la sierra de las Palancas, empalmando casi con la cord. que viene de las Outedas; las casas ó chozas estan muy esparcidas por las montañas y los cas. estan la mayor parte en la vertiente meridional; su terreno es flojo y pendiente. prod.: patatas, alguna escanda, maiz y bastante yerba para los ganados. pobl.: 40 vec., 150 alm.
(Madoz, 1849, p. 408)

En 2023, la entidad singular de población de Resiellas tenía empadronados 15 habitantes, todos ellos en diseminado.